# Bacilly

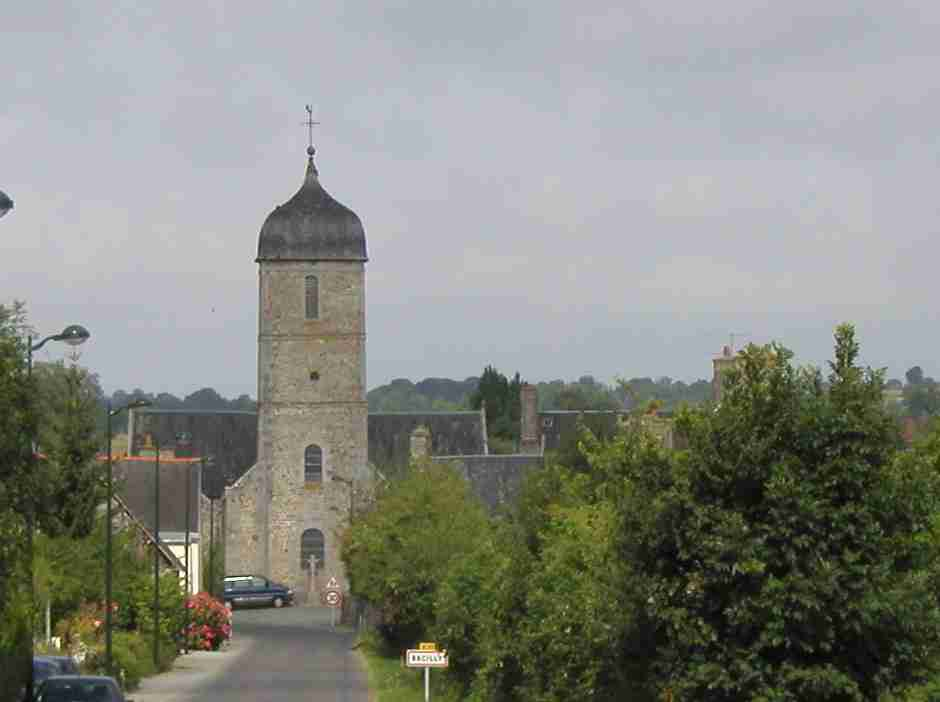
Veduta di Bacilly

Bacilly è un comune francese di 895 abitanti situato nel dipartimento della Manica nella regione della Normandia.

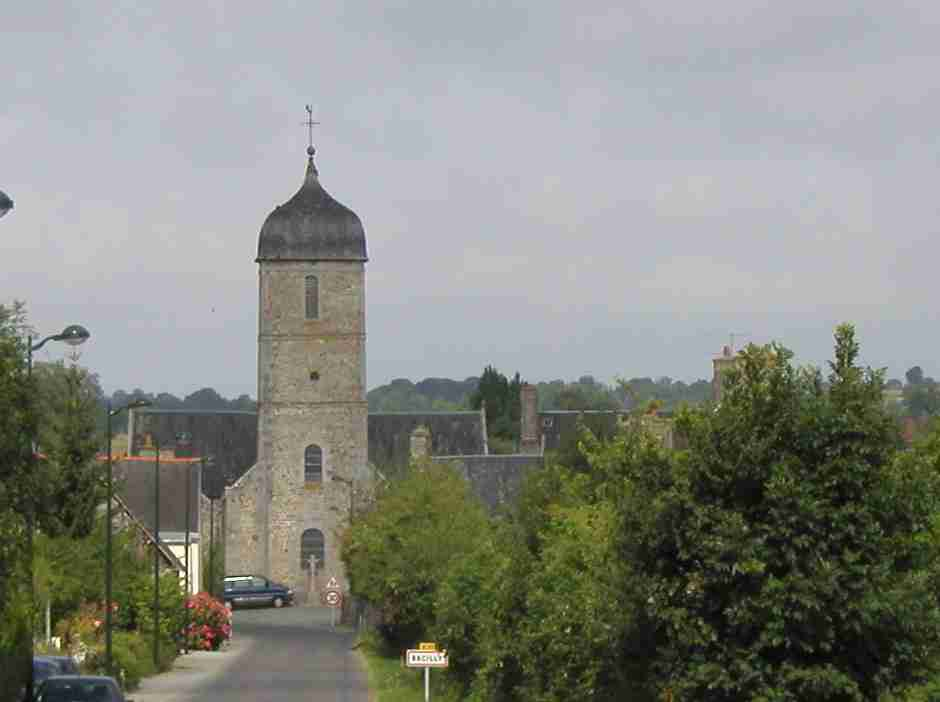
Bacilly

Fa parte del cantone di Sartilly, nella circoscrizione (arrondissement) di Avranches.

## Società

### Evoluzione demografica
Abitanti censiti